# András Alföldi
András Alföldi (n. 27 august 1895, Pomáz – d. 12 februarie 1981, Princeton, New Jersey, SUA) a fost un scriitor, filolog clasicist, istoric și arheolog maghiar, profesor universitar la Institut for Advanced Study din Princeton, SUA.

## Opere literare
- Der Untergang der Römerherrschaft in Pannonien (2 Bände), Budapest 1924–1926
- Daci e romani in Transilvania, 1940
- Die Geschichte des Karpatenbeckens im 1. Jahrhundert v. Chr., Harrassowitz, Budapest/Leipzig 1942 (Ostmitteleuropäische Bibliothek, Nr. 37)
- Die Kontorniaten. Ein verkanntes Propagandamittel der stadt-römischen heidnischen Aristokratie in ihrem Kampfe gegen das christliche Kaisertum. Festschrift der Ungarischen numismatischen Gesellschaft zur Feier ihres vierzigjährigen Bestehens (2 Bände), Magyar Numizmatikai Társulat und Harrassowitz, Budapest und Leipzig 1942/1943
- Zu den Schicksalen Siebenbürgens im Altertum, 1944
- The Conversion of Constantine the Great and Pagan Rome, 1948
- The Conflicts of Ideas in the late Roman Empire, 1952
- Der frührömische Reiteradel und seine Ehrenabzeichen, Verlag für Kunst und Wissenschaft, Baden-Baden 1952 (Deutsche Beiträge zur Altertumswissenschaft, Heft 2)
- Studien über Caesars Monarchie, 1953
- Die trojanischen Urahnen der Römer, 1957 (auch bei Erma di Bretschneider, Rom 1979 (Studia historica, 124))
- Das frühe Rom und die Latiner, Wissenschaftliche Buchgesellschaft, Darmstadt 1977, ISBN 3-534-07538-2 (Originalausgabe: Early Rome and the Latins, 1965)
- Studien zur Geschichte der Weltkrise des 3. Jahrhunderts nach Christus, Wissenschaftliche Buchgesellschaft, Darmstadt 1967
- Die monarchische Repräsentation im römischen Kaiserreiche, Wissenschaftliche Buchgesellschaft, Darmstadt 1970
- Der Vater des Vaterlandes im römischen Denken, Wissenschaftliche Buchgesellschaft, Darmstadt 1971 (Erstveröffentlichung in Museum Helveticum 7, 1950) ISBN 3-534-04653-6
- Die zwei Lorbeerbäume des Augustus, Habelt, Bonn 1973 (Antiquitas, Reihe 3: Abhandlungen zur Vor- und Frühgeschichte, zur klassischen und provinzial-römischen Archäologie und zur Geschichte des Altertums, Bd. 14) ISBN 3-7749-1266-1
- Caesar in 44 v. Chr. II., Habelt, Bonn 1974 (Antiquitas, Reihe 3: Abhandlungen zur Vor- und Frühgeschichte, zur klassischen und provinzial-römischen Archäologie und zur Geschichte des Altertums)
- Die Struktur des voretruskischen Römerstaates, Winter, Heidelberg 1974 (Bibliothek der klassischen Altertumswissenschaften. Neue Folge, Reihe 1, Bd. 5) ISBN 3-533-02287-0 / ISBN 3-533-02288-9
- Römische Frühgeschichte. Kritik und Forschung seit 1964, Winter, Heidelberg 1976 (Bibliothek der klassischen Altertumswissenschaften. Neue Folge, Reihe 1, Bd. 6) ISBN 3-533-02275-7 / ISBN 3-533-02276-5
- Die Kontorniat-Medaillons (mit Elisabeth Alföldi-Rösenbaum, 2 Bände), de Gruyter, Berlin 1976 (Bildbad) und 1990 (Textband) ISBN 3-11-003484-0 und ISBN 3-11-011905-6
- Oktavians Aufstieg zur Macht, Habelt, Bonn 1976 (Antiquitas. Reihe 1, Abhandlungen zur alten Geschichte, Bd. 25) ISBN 3-7749-1360-9
- Aion in Mérida und Aphrodisias, 1979
- Caesariana, Habelt, Bonn 1984 (Antiquitas, Reihe 3: Abhandlungen zur Vor- und Frühgeschichte, zur klassischen und provinzial-römischen Archäologie und zur Geschichte des Altertums, Bd. 27) ISBN 3-7749-1859-7
- Studien zu Caesars Monarchie und ihren Wurzeln (= Caesar in 44 v. Chr. I.), Habelt, Bonn 1984 (Antiquitas. Reihe 3: Abhandlungen zur Vor- und Frühgeschichte, zur klassischen und provinzial-römischen Archäologie und zur Geschichte des Altertums, Bd. 16) ISBN 3-7749-1390-0